# 莱涅河
莱涅河（法語：Laigne，亦作，法語發音：[lɛɲ]）是法国科多尔省与奥布省的河流，是塞纳河的左支流，长33.2千米，发源自莱涅，于波利西流入塞纳河。